# Sundar Pichai

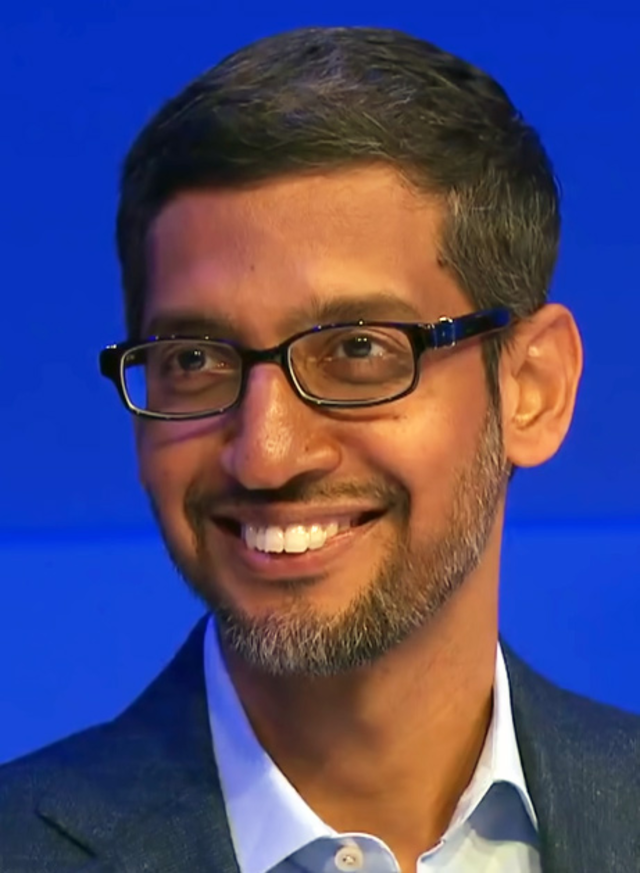
Sundar Pichai (2020)

Unterschrift

Sundar Pichai (eigentlich Pichai Sundararajan; * 10. Juni 1972 in Madurai, Tamil Nadu, Indien) ist ein US-amerikanischer Manager.  Er ist CEO von Google LLC sowie dessen Holding Alphabet Inc.

## Leben und Wirken
Pichai wurde im Jahr 1972 in der südindischen Stadt Madurai geboren. Er wuchs in einfachen Verhältnissen auf. Seine Mutter war ausgebildete Stenographin und sein Vater arbeitete als Elektroingenieur bei der britischen General Electric Company (GEC).
Pichai erwarb einen Bachelor in Metallurgie am Indian Institute of Technology Kharagpur, einen Masterabschluss der Stanford University in Werkstoffwissenschaften sowie einen Master of Business Administration (MBA) der Wharton School an der University of Pennsylvania. Seit 2004 arbeitet er beim US-Technologieunternehmen Google und war dort zunächst für die Software-Produkte Google Chrome, Chrome OS und Google Drive verantwortlich. Später leitete er die Entwicklung verschiedener Produkte, wie Gmail und Google Maps.
Am 19. November 2009 präsentierte Pichai das Betriebssystem Chrome OS. Am 20. Mai 2010 stellte er den Open-Source-Video-Codec VP8 und das Videoformat WebM vor, die von Google entwickelt wurden. Seit dem 13. März 2013 war er zusätzlich für die Leitung der Android-Entwicklung zuständig. Zuvor wurde diese Position von Andy Rubin übernommen. Am 24. Oktober 2014 wurde er von Larry Page zum neuen Produktchef von Google ernannt. Am 2. März 2015 stellte er im Rahmen des GSMA Mobile World Congress die mobile Bezahlplattform Google Pay vor.
Im Rahmen der Umstrukturierung von Google in die Holding Alphabet Inc. wurde Pichai 2015 CEO der Tochter Google Inc. Die US-amerikanische Internetseite The Famous People schätzt Sundar Pichais Vermögen auf ca. 1,2 Milliarden US-Dollar (Stand 2017).
Im August 2017 entließ Pichai den Software-Entwickler James Damore bei Google, der ein umstrittenes internes Papier zu Gender- und Diversity-Politik sowie Diskussionskultur des Unternehmens verfasst hatte (siehe Google’s Ideological Echo Chamber). Der Fall sorgte für Aufsehen, und die Entlassungsentscheidung sowie die anschließende Berichterstattung mit dem Vorwurf „Sexismus“ wurde u. a. vom deutschen Journalisten Jochen Bittner dahingehend kritisiert, dass das Ansprechen unterschiedlicher Interessen von Männern und Frauen kein Sexismus sei und wissenschaftliche Fakten offenbar „weder den Google-Chef noch viele Journalistinnen und Journalisten, die über das vermeintlich skandalöse Memo Damores berichteten“, interessieren würden.
2018 wurden Pichai für eine 2014 vereinbarte Sondervergütung mehr als 350.000 Aktien im Wert von rund 380 Millionen US-Dollar übertragen.
Am 3. Dezember 2019 gaben die Google-Gründer Sergey Brin und Larry Page bekannt, dass sie sich aus dem operativen Geschäft der Alphabet Inc. zurückziehen. Pichai wurde die Gesamtverantwortung der Google LLC sowie zusätzlich von dessen Dachgesellschaft Alphabet Inc. übertragen.
Am 20. Januar 2025 nahm er an der Amtseinführung von Donald Trump zum US-Präsidenten teil. Nach Trumps Sieg gratulierte Pichai öffentlich und betonte dessen „deutlichen Sieg“, während Google im Januar 1 Million Dollar an Trumps Inaugurationsfonds spendete, um eine kooperative Beziehung zur neuen Regierung aufzubauen.
Pichai ist verheiratet und hat eine Tochter und einen Sohn.